# Estisch voetbalelftal in 2014
Het Estisch voetbalelftal speelde in totaal veertien interlands in het jaar 2014, waaronder vier wedstrijden in de kwalificatiereeks voor de EK-eindronde 2016 in Frankrijk. De ploeg stond onder leiding van de Zweed Magnus Pehrsson, de opvolger van de eind 2013 opgestapte Tarmo Rüütli. Op de FIFA-wereldranglijst steeg Estland in 2014 van de 93ste (januari 2014) naar de 84ste plaats (december 2014).

## Balans
| Wedstrijden | Wedstrijden | Wedstrijden | Wedstrijden | Doelpunten | Doelpunten | Doelpunten | Punten |
| Gespeeld    | Winst       | Gelijk      | Verlies     | Voor       | Tegen      | Saldo      | Punten |
| ----------- | ----------- | ----------- | ----------- | ---------- | ---------- | ---------- | ------ |
| 14          | 5           | 3           | 6           | 8          | 12         | –4         | 0.929  |

## Interlands
|                                                    |           |                                  |         |                                                                                   |
| 5 maart Vriendschappelijk № 391 «onderlinge duels» | Gibraltar | 0 – 2                            | Estland | Victoria Stadium, Gibraltar Toeschouwers: 530 Scheidsrechter: Arnold Hunter (NIR) |
| 5 maart Vriendschappelijk № 391 «onderlinge duels» |           | 11' Dmitri Kruglov 81' Rimo Hunt |         | Victoria Stadium, Gibraltar Toeschouwers: 530 Scheidsrechter: Arnold Hunter (NIR) |

|                                                   |                   |       |                    |                                                                                   |
| 26 mei Vriendschappelijk № 392 «onderlinge duels» | Estland           | 1 – 1 | Gibraltar          | A. Le Coq Arena, Tallinn Toeschouwers: 4.085 Scheidsrechter: Clayton Pisani (MLT) |
| 26 mei Vriendschappelijk № 392 «onderlinge duels» | Ragnar Klavan 31' |       | 71' Anthony Bardon | A. Le Coq Arena, Tallinn Toeschouwers: 4.085 Scheidsrechter: Clayton Pisani (MLT) |

|                                            |         |       |         |                                                                                    |
| 29 mei Baltic Cup № 393 «onderlinge duels» | Letland | 0 – 0 | Estland | Stadions Daugava, Liepāja Toeschouwers: 2.115 Scheidsrechter: Sergejus Slyva (LTU) |
| 29 mei Baltic Cup № 393 «onderlinge duels» |         |       |         | Stadions Daugava, Liepāja Toeschouwers: 2.115 Scheidsrechter: Sergejus Slyva (LTU) |

|                                            |                                         |       |         |                                                                                             |
| 31 mei Baltic Cup № 394 «onderlinge duels» | Finland                                 | 2 – 0 | Estland | Olimpiskais Centrs, Ventspils Toeschouwers: 830 Scheidsrechter: Aleksandrs Anufrijevs (LAT) |
| 31 mei Baltic Cup № 394 «onderlinge duels» | Përparim Hetemaj 49' Valtteri Moren 88' |       |         | Olimpiskais Centrs, Ventspils Toeschouwers: 830 Scheidsrechter: Aleksandrs Anufrijevs (LAT) |

|                                                             |                                |       |         |                                                                                    |
| 4 juni Vriendschappelijk № 395 «onderlinge duels» 20:15 uur | IJsland                        | 1 – 0 | Estland | Laugardalsvöllur, Reykjavík Toeschouwers: 5.079 Scheidsrechter: Jakob Kehlet (DEN) |
| 4 juni Vriendschappelijk № 395 «onderlinge duels» 20:15 uur | Kolbeinn Sigþórsson 53' (pen.) |       |         | Laugardalsvöllur, Reykjavík Toeschouwers: 5.079 Scheidsrechter: Jakob Kehlet (DEN) |

|                                                             |                                  |       |                   |                                                                                      |
| 7 juni Vriendschappelijk № 396 «onderlinge duels» 19:00 uur | Estland                          | 2 – 1 | Tadzjikistan      | A. Le Coq Arena, Tallinn Toeschouwers: 1.110 Scheidsrechter: Gediminas Mažeika (LTU) |
| 7 juni Vriendschappelijk № 396 «onderlinge duels» 19:00 uur | Siim Luts 89' Hannes Anier 90+2' |       | 60' Dilšod Vasiev | A. Le Coq Arena, Tallinn Toeschouwers: 1.110 Scheidsrechter: Gediminas Mažeika (LTU) |

|                                                                  |                                              |       |         |                                                                                    |
| 4 september Vriendschappelijk № 397 «onderlinge duels» 19:45 uur | Zweden                                       | 2 – 0 | Estland | Friends Arena, Solna Toeschouwers: 15.421 Scheidsrechter: Kristinn Jakobsson (ISL) |
| 4 september Vriendschappelijk № 397 «onderlinge duels» 19:45 uur | Zlatan Ibrahimović 3' Zlatan Ibrahimović 24' |       |         | Friends Arena, Solna Toeschouwers: 15.421 Scheidsrechter: Kristinn Jakobsson (ISL) |

|                                                                |               |       |          |                                                                                     |
| 8 september EK-kwalificatie № 398 «onderlinge duels» 20:45 uur | Estland       | 1 – 0 | Slovenië | A. Le Coq Arena, Tallinn Toeschouwers: 6.561 Scheidsrechter: Szymon Marciniak (POL) |
| 8 september EK-kwalificatie № 398 «onderlinge duels» 20:45 uur | Ats Purje 86' |       |          | A. Le Coq Arena, Tallinn Toeschouwers: 6.561 Scheidsrechter: Szymon Marciniak (POL) |

|                                                              |                        |       |         |                                                                                    |
| 9 oktober EK-kwalificatie № 399 «onderlinge duels» 20:45 uur | Litouwen               | 1 – 0 | Estland | LFF Stadionas, Vilnius Toeschouwers: 4.780 Scheidsrechter: Carlos Clos Gómez (ESP) |
| 9 oktober EK-kwalificatie № 399 «onderlinge duels» 20:45 uur | Saulius Mikoliūnas 76' |       |         | LFF Stadionas, Vilnius Toeschouwers: 4.780 Scheidsrechter: Carlos Clos Gómez (ESP) |

|                                                               |         |                  |          |                                                                                      |
| 12 oktober EK-kwalificatie № 400 «onderlinge duels» 18:00 uur | Estland | 0 – 1            | Engeland | A. Le Coq Arena, Tallinn Toeschouwers: 10.195 Scheidsrechter: Marijo Strahonja (CRO) |
| 12 oktober EK-kwalificatie № 400 «onderlinge duels» 18:00 uur |         | Wayne Rooney 73' |          | A. Le Coq Arena, Tallinn Toeschouwers: 10.195 Scheidsrechter: Marijo Strahonja (CRO) |

|                                                      |            |       |         |                                                                                 |
| 15 november EK-kwalificatie № 401 «onderlinge duels» | San Marino | 0 – 0 | Estland | Stadio Olimpico, Serravalle Toeschouwers: 759 Scheidsrechter: Felix Brych (GER) |
| 15 november EK-kwalificatie № 401 «onderlinge duels» |            |       |         | Stadio Olimpico, Serravalle Toeschouwers: 759 Scheidsrechter: Felix Brych (GER) |

|                                                        |                 |       |          |                                                                                    |
| 18 november Vriendschappelijk № 402 «onderlinge duels» | Estland         | 1 – 0 | Jordanië | A. Le Coq Arena, Tallinn Toeschouwers: 1.360 Scheidsrechter: Jonathan Lardot (BEL) |
| 18 november Vriendschappelijk № 402 «onderlinge duels» | Henri Anier 16' |       |          | A. Le Coq Arena, Tallinn Toeschouwers: 1.360 Scheidsrechter: Jonathan Lardot (BEL) |

|                                                        |                                                             |       |         |                                                                                        |
| 27 december Vriendschappelijk № 402 «onderlinge duels» | Qatar                                                       | 3 – 0 | Estland | Abdullah Khalifa Stadion, Doha Toeschouwers: onbekend Scheidsrechter: Ali Shaban (KUW) |
| 27 december Vriendschappelijk № 402 «onderlinge duels» | Mohammed Muntari 23' Hassan Khalid 30' Ismaeel Mohammad 36' |       |         | Abdullah Khalifa Stadion, Doha Toeschouwers: onbekend Scheidsrechter: Ali Shaban (KUW) |

## FIFA-wereldranglijst
| JAN | FEB | MAR | APR | MEI | JUN | JUL | AUG | SEP | OKT | NOV | DEC |
| --- | --- | --- | --- | --- | --- | --- | --- | --- | --- | --- | --- |
| 93  | 91  | 92  | 93  | 93  | 98  | 92  | 93  | 81  | 88  | 83  | 84  |

## Hõbepall
Sinds 1995 reiken Estische voetbaljournalisten, verenigd in de Eesti Jalgpalliajakirjanike Klubi, jaarlijks een prijs uit aan een speler van de nationale ploeg die het mooiste doelpunt maakt. In 2014 ging de Zilveren Bal (Hõbepall) naar aanvaller Siim Luts voor zijn treffer in de 89ste minuut (1-0) in het vriendschappelijke thuisduel tegen Tadzjikistan (2-1), gemaakt op 7 juni.

## Statistieken
| Sergei Pareiko       | 1977-01-31 | Nizjni Novgorod   | 9  | 0 | 0 | 62  | 0  |
| Mihkel Aksalu        | 1984-11-07 | SJK Seinäjoki     | 3  | 0 | 0 | 14  | 0  |
| Pavel Londak         | 1980-05-14 | FK Bodø/Glimt     | 1  | 0 | 0 | 25  | 0  |
| Marko Meerits        | 1992-04-26 | FC Emmen          | 1  | 0 | 0 | 3   | 0  |
| Verdediging          |            |                   |    |   |   |     |    |
| Karol Mets           | 1993-05-16 | Flora Tallinn     | 11 | 2 | 0 | 14  | 0  |
| Ken Kallaste         | 1988-08-31 | JK Nõmme Kalju    | 8  | 2 | 0 | 12  | 0  |
| Ragnar Klavan        | 1985-10-30 | FC Augsburg       | 9  | 0 | 1 | 100 | 3  |
| Enar Jääger          | 1984-11-18 | Lierse SK         | 8  | 3 | 0 | 112 | 0  |
| Taijo Teniste        | 1988-01-31 | Sogndal Fotball   | 7  | 1 | 0 | 35  | 0  |
| Igor Morozov         | 1989-05-27 | Debreceni VSC     | 7  | 0 | 0 | 30  | 0  |
| Artjom Artjunin      | 1990-01-24 | Levadia Tallinn   | 5  | 0 | 0 | 6   | 0  |
| Alo Bärengrub        | 1984-02-12 | JK Nõmme Kalju    | 4  | 2 | 0 | 48  | 0  |
| Dmitri Kruglov       | 1984-05-24 | Levadia Tallinn   | 3  | 2 | 1 | 96  | 3  |
| Artur Pikk           | 1993-03-05 | Levadia Tallinn   | 2  | 1 | 0 | 3   | 0  |
| Taavi Rähn           | 1981-05-16 | Flora Tallinn     | 2  | 0 | 0 | 76  | 0  |
| Markus Jürgenson     | 1987-09-09 | Flora Tallinn     | 2  | 0 | 0 | 4   | 0  |
| Tihhon Šišov         | 1983-02-11 | JK Nõmme Kalju    | 0  | 1 | 0 | 43  | 0  |
| Maksim Podholjuzin   | 1992-11-13 | Levadia Tallinn   | 0  | 1 | 0 | 1   | 0  |
| Mikk Reintam         | 1990-05-22 | JK Nõmme Kalju    | 0  | 1 | 0 | 11  | 0  |
| Vladimir Avilov      | 1995-03-10 | FC Infonet        | 0  | 1 | 0 | 1   | 0  |
| Middenveld           |            |                   |    |   |   |     |    |
| Ilja Antonov         | 1992-12-05 | Levadia Tallinn   | 12 | 2 | 0 | 15  | 0  |
| Konstantin Vassiljev | 1984-08-16 | Amkar Perm        | 7  | 1 | 0 | 76  | 19 |
| Martin Vunk          | 1984-08-21 | Panachaiki GE     | 5  | 2 | 0 | 68  | 1  |
| Joel Lindpere        | 1981-10-05 | Baník Ostrava     | 3  | 0 | 0 | 95  | 7  |
| Gert Kams            | 1985-05-25 | SJK Seinäjoki     | 2  | 4 | 0 | 37  | 1  |
| Igor Subbotin        | 1990-06-26 | Levadia Tallinn   | 3  | 1 | 0 | 4   | 0  |
| Aleksandr Dmitrijev  | 1982-02-18 | Levadia Tallinn   | 2  | 1 | 0 | 89  | 0  |
| Sergei Mošnikov      | 1988-01-07 | Flora Tallinn     | 4  | 0 | 0 | 23  | 0  |
| Eino Puri            | 1988-05-07 | JK Nõmme Kalju    | 1  | 0 | 0 | 5   | 0  |
| Ats Purje            | 1985-08-03 | KuPS Kuopio       | 0  | 3 | 1 | 48  | 5  |
| Sander Puri          | 1988-05-07 | York City         | 1  | 1 | 0 | 57  | 3  |
| Brent Lepistu        | 1993-03-26 | Flora Tallinn     | 1  | 0 | 0 | 1   | 0  |
| Andreas Raudsepp     | 1993-03-26 | Levadia Tallinn   | 0  | 1 | 0 | 1   | 0  |
| Aanval               |            |                   |    |   |   |     |    |
| Sergei Zenjov        | 1989-04-20 | Blackpool FC      | 8  | 0 | 0 | 40  | 7  |
| Henri Anier          | 1990-12-17 | Erzgebirge Aue    | 7  | 1 | 1 | 21  | 6  |
| Henrik Ojamaa        | 1991-05-20 | Motherwell FC     | 3  | 3 | 0 | 22  | 0  |
| Kaimar Saag          | 1991-05-20 | Assyriska FF      | 2  | 1 | 0 | 46  | 3  |
| Sander Post          | 1984-09-10 | Flora Tallinn     | 2  | 1 | 0 | 12  | 1  |
| Siim Luts            | 1989-03-12 | IFK Norrköping    | 1  | 4 | 1 | 20  | 1  |
| Rimo Hunt            | 1985-11-05 | Levadia Tallinn   | 2  | 1 | 1 | 7   | 1  |
| Albert Prosa         | 1990-10-01 | Flora Tallinn     | 1  | 1 | 0 | 4   | 0  |
| Tarmo Kink           | 1985-10-06 | Kaposvári Rákóczi | 2  | 0 | 0 | 83  | 6  |
| Frank Liivak         | 1996-07-07 | SSC Napoli        | 1  | 2 | 0 | 3   | 0  |
| Hannes Anier         | 1993-01-16 | Erzgebirge Aue    | 0  | 4 | 1 | 4   | 1  |
| Ingemar Teever       | 1983-02-24 | Levadia Tallinn   | 1  | 3 | 0 | 28  | 4  |
| Rauno Alliku         | 1990-03-02 | Levadia Tallinn   | 0  | 2 | 0 | 4   | 0  |
| Andres Oper          | 1977-11-07 | Geen club         | 1  | 0 | 0 | 135 | 38 |

EJL · A-internationals · Bondscoaches · Statistieken · Estisch vrouwenelftal · Olympisch elftal · Estland U21 · Estland U20 · Estland U19 · Estland U18 · Estland U17 · Estland U16
1920 – 1929 ·
1930 – 1939 ·
1940 – 1949 ·
1950 – 1990 · 
1990 – 1999 ·
2000 – 2009 ·
2010 – 2019 ·
2020 − 2029
OS 1924
1920 ·
1921 ·
1922 ·
1923 ·
1924 ·
1925 ·
1926 ·
1927 ·
1928 ·
1929 · 
1930 · 
1931 · 
1932 · 
1933 · 
1934 · 
1935 · 
1936 · 
1937 · 
1938 · 
1939 · 
1940 · 
1941 · 
1942 · 
1943 · 1944 · 
1945 · 
1946 · 
1947 · 
1948 · 
1949 · 
1950 – 1990 · 
1991 · 
1992 · 
1993 · 
1994 · 
1995 · 
1996 · 
1997 · 
1998 · 
1999 · 
2000 · 
2001 · 
2002 · 
2003 · 
2004 · 
2005 · 
2006 · 
2007 · 
2008 · 
2009 · 
2010 · 
2011 · 
2012 · 
2013 · 
2014 · 
2015 · 
2016 ·
2017 ·
2018 ·
2019 ·
2020
Albanië ·
Andorra ·
Angola ·
Antigua en Barbuda ·
Argentinië ·
Armenië ·
Azerbeidzjan ·
België ·
Bosnië-Herzegovina ·
Brazilië ·
Bulgarije ·
Canada ·
Chili ·
China ·
Cyprus ·
Denemarken ·
Duitsland ·
Ecuador ·
Egypte ·
El Salvador ·
Engeland ·
Equatoriaal-Guinea ·
Faeröer ·
Fiji ·
Filipijnen ·
Finland ·
Frankrijk ·
Georgië · 
Gibraltar ·
Griekenland ·
Hongarije ·
Hongkong ·
Ierland ·
IJsland ·
Indonesië ·
Irak ·
Israël ·
Italië ·
Jordanië ·
Kazachstan ·
Kirgizië ·
Kroatië ·
Letland ·
Libanon ·
Liechtenstein ·
Litouwen ·
Luxemburg ·
Malta ·
Marokko ·
Mexico ·
Moldavië ·
Montenegro ·
Nederland ·
Nieuw-Caledonië ·
Nieuw-Zeeland ·
Noord-Ierland ·
Noord-Macedonië ·
Noorwegen ·
Oekraïne ·
Oezbekistan ·
Oman ·
Oostenrijk ·
Polen ·
Portugal ·
Qatar ·
Roemenië ·
Rusland ·
Saint Kitts en Nevis ·
San Marino ·
Saoedi-Arabië ·
Schotland ·
Servië ·
Slovenië ·
Slowakije · 
Spanje ·
Tadzjikistan ·
Thailand ·
Trinidad en Tobago ·
Tsjechië ·
Turkije ·
Turkmenistan ·
Uruguay ·
Vanuatu ·
Venezuela ·
Verenigde Arabische Emiraten ·
Verenigde Staten ·
Vietnam ·
Wales ·
Wit-Rusland ·
Zweden ·
Zwitserland